# Refugi de Gresolet
El Refugi de Gresolet és un refugi de muntanya situat al municipi de Saldes, al Berguedà.

## Situació
Es tracta d'un refugi de muntanya ubicat a la vall de Gresolet, a una distància de cinquanta metres del santuari de la Mare de Déu de Gresolet, al peu mateix del Pedraforca, dins del Paratge natural d'interès nacional del Massís del Pedraforca, a 1.243 metres d'altitud.

## Història
L'edifici on es troba el refugi fou construït cap al 1700, encara que altres fonts parlen de 1470, com el paller d'una masia adjunta que va cremar el 1947. Cinquanta anys després d'aquest incendi, els hereus d'aquesta propietat, els Capmasats de Gresolet i l'Autoritat del Parc Natural del Cadí-Moixeró, van decidir reformar aquell antic paller per tal de convertir-lo en un refugi. Així, l'edifici fou condicionat com a refugi el 1997, i allotjà els primers escaladors catalans que els anys vint del segle XX en els seus primers intents d'escalada a la paret nord del Pedraforca.

## Característiques
Es tracta d'un refugi guardat, amb capacitat per a quaranta-tres persones. El seu guarda des del 1997 és en Jesús Sánchez (Suso). A tocar dels senders GR-107 (Camí dels Bons Homes) i del GR-150 (volta al Cadí-Moixeró), és punt de pas de la travessa Cavalls del vent, que enllaça els refugis del Parc Natural del Cadí-Moixeró. També és base d'escalades al massís del Pedraforca i d'ascensions a la serra del Moixeró i al Comabona de 2.554 metres. La situació del refugi ofereix una increïble vista panoràmica de la cara nord del Pedraforca. Les rieres del Riambau i Gresolet li proporcionen gorgs i aigua fresca, la fageda del Gresolet tanca la vall per l'est. Hi predominen els mussols, isards, guineus, senglars i el picot negre, llops, vaques i ovelles.